# Secusio atrizonata
Secusio atrizonata là một loài bướm đêm thuộc phân họ Arctiinae, họ Erebidae.